# 斯文·蒂佩尔特
斯文·蒂佩尔特（德語：Sven Tippelt，1965年6月3日—），德国男子竞技体操运动员。他曾获得1988年夏季奥运会体操比赛男子团体全能银牌。他也参加了1992年夏季奥运会。